# Назрановський район
Назрановський муніципальний район (інг. Наьсарен шахьар) — адміністративний і муніципальний район в центральній і західній частині Республіки Інгушетія (Російська Федерація).
Адміністративний центр — місто Назрань (до складу району не входить).

## Географія
Назрановський район знаходиться в центральній і західній частині Республіки Інгушетія. На півночі межує з Малгобецьким, на сході і південному сході — з Сунженським районами республіки, на заході — з Правобережним, на півдні — з Пригородним районами Республіки Північна Осетія-Аланія.

## Історія
Район утворений в 1991 році при поділі Чечено-Інгушської Республіки на Чеченську і Інгушську Республіки.
Статус муніципального Назрановський район отримав тільки в 2009 році. Тоді ж у його складі було утворено 10 муніципальних утворень зі статусом сільського поселення.

## Населення
Національний склад
За даними Всеросійського перепису населення 2010 року:
- Інгуші — 86 551 чол. (98,5%)
- Інші — 1300 чол. (1,5%)

## Відомі особистості
В поселенні народилась:
- Албогачиєва Лейла Султанівна (1915—1998) — інгуська альпіністка.